# Phlegmariurus firmus
Phlegmariurus firmus är en lummerväxtart som först beskrevs av Georg Heinrich Mettenius, och fick sitt nu gällande namn av B. Øllg. Phlegmariurus firmus ingår i släktet Phlegmariurus och familjen lummerväxter. Inga underarter finns listade i Catalogue of Life.